# Anita Lasker-Wallfisch
Anita Lasker-Wallfisch (Breslau, el 17 de julio de 1925) es violonchelista y miembro superviviente del holocausto; formó parte de la Orquesta de Mujeres en Auschwitz.

## Biografía
Lasker nació en una familia judía alemana en Breslau, entonces Alemania (actual Wrocław, Polonia), tenía dos hermanas, Marianne y Renate. Todas las hermanas tocaban instrumentos musicales. Su padre Alfons, hermano del conocido maestro de ajedrez Edward Lasker, era abogado; su madre violinista. Sufrieron discriminación desde 1933, pero como su padre había luchado en el frente en la Primera Guerra Mundial, obteniendo una Cruz de Hierro, la familia sintió cierto grado de inmunidad contra la persecución nazi.

## Segunda Guerra Mundial
Marianne, la hermana mayor, huyó a Inglaterra en 1939, fue el único miembro de la familia que escapó del Holocausto en el continente europeo. En abril de 1942, los padres de Lasker fueron deportados y se cree que murieron cerca de Lublin en Polonia. Anita y Renate no fueron deportadas ya que trabajaban en una fábrica de papel. Allí, se encontraron con prisioneros de guerra franceses y comenzaron a falsificar papeles para permitir que los trabajadores forzados franceses regresaran a Francia. 
 "Nunca podría aceptar que me mataran por mi nacimiento, y decidí darles a los alemanes una razón mejor para matarme". 
 En septiembre de 1942 intentaron escapar a Francia, pero la Gestapo los arrestó por falsificación en la estación de Breslau. Solo su maleta, que ya habían puesto en el tren, escapó. La Gestapo estaba muy nerviosa por su pérdida, y notó cuidadosamente su tamaño y color.  
 "Había estado en prisión durante aproximadamente un año. Entonces, un día me llamaron. Ha llegado una maleta: ¿podría identificarla? Era mi maleta. Robaron todo, mataron a todos, pero esa maleta era lo que realmente les importaba. Habían encontrado la maleta y ya todo estaba bien, aunque nunca la volví a ver porque luego la llevaron a las bóvedas de la prisión y luego vi a un guardia con uno de mis vestidos". 

## Campos de concentración
Anita y Renate fueron enviadas a Auschwitz en diciembre de 1943 en trenes carcelarios separados, una forma mucho menos miserable de llegar que en un camión de ganado. Menos peligroso también, ya que no había selección a la llegada. La salvó tocar en la Orquesta de Mujeres de Auschwitz, ya que los violonchelos eran difíciles de reemplazar. La orquesta tocaba marchas mientras los trabajadores forzados abandonaban el campamento para el trabajo de cada día y cuando regresaban. También dieron conciertos para las SS.
Para octubre de 1944, el Ejército Rojo avanzaba y Auschwitz fue evacuado. Anita fue llevada en un tren con otros 3.000 a Bergen-Belsen y sobrevivió seis meses sin casi nada para comer. Después de la liberación del ejército británico, fue trasladada a un campo de desplazados cercano. Su hermana Renate, que podía hablar inglés, se convirtió en intérprete del ejército británico. 
Durante el Juicio de Bergen-Belsen en noviembre de 1945, Anita testificó contra el comandante del campo Josef Kramer, el médico del campo Fritz Klein y el comandante adjunto del campo Franz Hössler, quienes fueron condenados a muerte y ahorcados ese año.

## La posguerra
En 1946, Anita y Renate se mudaron a Gran Bretaña con la ayuda de Marianne. Se casó con el pianista Peter Wallfisch y es madre de dos hijos;  su hijo es el violonchelista Raphael Wallfisch, y su hija Maya Jacobs-Wallfisch es psicoterapeuta. Wallfisch cofundó la English Chamber Orchestra (ECO), actuando como miembro y como artista en solitario, y realizó giras internacionales. Su nieto es el compositor Benjamin Wallfisch. 
Después de casi 50 años fuera de Alemania, finalmente regresó allí de gira con la ECO en 1994. Desde entonces, y como testigo y víctima del período nazi, ha visitado escuelas alemanas y austriacas para hablar y explicar sus experiencias. Promovió también para un Nuevo Kreisau, en Polonia, así como para la Fundación Freya von Moltke y el legado del grupo de resistencia Círculo de Kreisau. En 1996 publicó sus memorias Inherit the Truth 1939-1945: The Documented Experiences of a Survivor of Auschwitz and Belsen.
A lo largo de los años, ha contado su vida en numerosas entrevistas como en la Fundación Shoah (1998) y en el archivo en línea Trabajos forzados 1939-1945 (2006). Fue entrevistada por National Life Stories en 2000 para la colección 'La memoria viva de la comunidad judía' en poder de la Biblioteca Nacional de Reino Unido.
En 2011, recibió un título honorario como Doctor Divinitatis de la Universidad de Cambridge y en 2016 el Premio por el Entendimiento y la Tolerancia del Museo Judío en Berlín. En 2018, fue la oradora principal en el Bundestag en la conmemoración del Día Memorial del Holocausto, evento que también estuvo marcado por la actuación de su hijo violonchelista Raphael Wallfisch.
Anita formó parte de una historia de 60 minutos sobre la música escrita e interpretada por prisioneros en Auschwitz preservada por Francesco Lotoro en diciembre de 2019. Ese año también recibió el Premio Nacional de Alemania por su campaña contra el antisemitismo.